# Cyrtopodium punctatum
Cyrtopodium punctatum là một loài thực vật có hoa trong họ Lan. Loài này được (L.) Lindl. mô tả khoa học đầu tiên năm 1833.